# Josip Pivarić
Josip Pivarić (Zágráb, 1989. január 30. –) világbajnoki ezüstérmes horvát válogatott labdarúgó, jelenleg az NK Lokomotiva Zagreb játékosa.

## Pályafutása
1999-ben a Dinamo Zagreb korosztályos csapatában kezdte a labdarúgást. Végigjárta a korosztályos ranglétrát, mígnem 2008-ban kölcsönadták a szintén fővárosi Lokomotiva csapatának, amelynek színeiben mutatkozott be az élvonalban is 2009-ben egy HNK Rijeka elleni mérközésen. Közel három évig volt kölcsönben a csapat játékosa, majd 2012-ben visszakerült nevelőegyesületéhez, amelynek azóta is játékosa, és amelynek színeiben több mint száz bajnoki mérkőzésen szerepelt eddig, valamint megjárta az Európa-liga és a Bajnokok ligája csoportkörét is. Többszörös horvát bajnok és kupagyőztes. 2013-ban mutatkozott be a horvát válogatottban.

## Mérkőzései a horvát válogatottban
| #   | Dátum                | Ellenfél       | Eredmény        | Kiírás                  | Esemény |
| --- | -------------------- | -------------- | --------------- | ----------------------- | ------- |
| 1.  | 2013. augusztus 14.  | Liechtenstein  | 3 – 2           | barátságos mérkőzés     | 46'     |
| 2.  | 2013. szeptember 10. | Dél-Korea      | 2 – 1           | barátságos mérkőzés     | 46'     |
| 3.  | 2015. október 10.    | Bulgária       | 3 – 0           | Eb-selejtező            |         |
| 4.  | 2015. október 13.    | Málta          | 1 – 0           | Eb-selejtező            |         |
| 5.  | 2015. november 17.   | Oroszország    | 3 – 1           | barátságos mérkőzés     |         |
| 6.  | 2016. október 6.     | Koszovó        | 6 – 0           | Vb-selejtező            |         |
| 7.  | 2016. október 9.     | Finnország     | 1 – 0           | Vb-selejtező            |         |
| 8.  | 2016. november 12.   | Izland         | 2 – 0           | Vb-selejtező            |         |
| 9.  | 2016. november 15.   | Észak-Írország | 3 – 0           | barátságos mérkőzés     | 87'     |
| 10. | 2017. január 11.     | Chile          | 1 – 1 (t.e:1-4) | Kína-kupa elődöntő      |         |
| 11. | 2017. január 14.     | Kína           | 1 – 1 (t.e:3-4) | Kína-kupa bronzmérkőzés |         |
| 12. | 2017. március 24.    | Ukrajna        | 1 – 0           | Vb-selejtező            |         |
| 13. | 2017. március 28.    | Észtország     | 0 – 3           | barátságos mérkőzés     | 58'     |

## Sikerei, díjai
- GNK Dinamo Zagreb:
  - Horvát labdarúgó-bajnokság bajnok: 2011–12, 2012–13, 2013–14, 2014–15, 2015–16
  - Horvát labdarúgókupa győztes: 2014–15
- Horvátország:
  - Kína-kupa negyedik helyezett: 2017